# 真辺正心
真辺 正心（まなべ まさむね、文政4年（1821年） - 明治12年（1879年））は、江戸時代末期の土佐藩の上士、仕置役（執政）。通称は真辺栄三郎。土佐藩の公武合体派で後藤象二郎や福岡孝弟らと共に大政奉還を締結した人物。

## 来歴
文政4年（1821年）、土佐藩士・五藤正道の二男として高知城下に生まれる。土佐藩上士・真辺正躬（十郎右衛門）の養子となる。吉田東洋の門下で新おこぜ組に属し、土佐藩の中老、仕置役（執政）、大目付（大監察）を勤めた。
慶応3年（1867年）4月、四侯会議の決裂後、京都で寺村道成、福岡孝弟らと共に、山内容堂の次弟・山内豊積（兵之助）の側用人（補佐）を命ぜられる。同年6月13日、後藤象二郎は上洛すると、17日に京都の土佐藩邸で今後の土佐藩の方策に関する「大条理」（すなわち大政奉還論）を在京藩首脳の寺村、真辺、福岡の3人に説き、真辺らの賛同を得た。
慶応3年6月22日（1867年7月23日）、京都三本木の料亭「吉田屋」で、薩摩藩の西郷隆盛（吉之助）、大久保利通（一蔵）、小松清廉（帯刀）らと、土佐藩の後藤、真辺、福岡、寺村らが会談（坂本龍馬、中岡慎太郎らも同席）し薩土盟約を結んだ。坂本、中岡らが京都四条河原町の「近江屋」で襲撃された事件（近江屋事件）の時は、真辺は大坂蔵屋敷を預かる職務のため大坂藩邸におり、事件後京都へ駈け付けた。
明治12年（1879年）死去。墓は高知県高知市山手町の高知市歴史墓地公園にある丹中山にある。

## 家族
- 養父：真辺正躬（十郎右衛門）
- 養母：森勝武（冲右衛門）の妹
  - 本人：真辺 正心(栄三郎)
  - 妻：真辺正躬の娘
    - 養子：真辺健四郎

  - 義姉：明神善秀の妻（実は島田弥一郎の娘）

## 補註
1. ↑  『御侍中先祖書系圖牒』旧山内侯爵家蔵
2. ↑  坂本龍馬先祖の墓の隣にあり